# Koljunukk
Koljunukk är en udde i Kuusalu kommun i Harjumaa i norra Estland, 50 km öster om huvudstaden Tallinn. Den ligger på halvön Juminda poolsaar och vid bukten Hara laht. 
Terrängen inåt land är platt. Havet är nära Koljunukk åt nordost. Runt Koljunukk är det mycket glesbefolkat, med 7 invånare per kvadratkilometer. Närmaste större samhälle är Loksa, 6,8 km öster om Koljunukk. 